# ماری اندس
ماری اندس (به انگلیسی: Mari Indus) یک شهر در پاکستان است که در ناحیه میانوالی واقع شده‌است.